# Хулімсунтське сільське поселення
Хулімсу́нтське сільське поселення (рос. Хулимсунтское сельское поселение) — сільське поселення у складі Березовського району Ханти-Мансійського автономного округу Тюменської області Росії.
Адміністративний центр — селище Хулімсунт.
Населення сільського поселення становить 1590 осіб (2017; 1900 у 2010, 2375 у 2002).
Станом на 2002 рік існували Няксімвольська сільська рада (село Няксімволь, присілки Нерохи, Усть-Манья) та Хулімсунтська сільська рада (селище Хулімсунт).

## Склад
До складу сільського поселення входять:
| Населений пункт      | Населення, осіб (2002) | Населення, осіб (2010) |
| -------------------- | ---------------------- | ---------------------- |
| Нерохи, присілок     | 12                     | 9                      |
| Няксімволь, село     | 576                    | 506                    |
| Усть-Манья, присілок | 39                     | 36                     |
| Хулімсунт, селище    | 1748                   | 1349                   |